# Princeskin dnevnik 2: Kraljevska zaroka
Princeskih dnevnik 2: Kraljevska zaroka je film iz leta 2004, nadaljevanje filma Princeskin dnevnik iz leta 2001.
Večina igralske zasedbe, vključno z Anne Hathaway, Julie Andrews, Héctorjem Elizondom in Heather Matarazzo v vlogah Mie Thermopolis, kraljice Clarisse Renaldi, Joeja (Mijin telesni stražar) in Lilly Moscovitz, se vrne, da ponovno upodobi svoje like iz prejšnjega filma, Princeskin dnevnik. Film je ponovno režiral Garry Marshall, producirala pa ga je Debra Martin Chase.
Novi liki so vikont Mabrey (John Rhys-Davies), lord Nicholas Devereaux (Chris Pine, za katerega je bil to prvi filmski prvenec) in Andrew Jacoby (Callum Blue).

## Zgodba
Film se začne, ko Mia Thermopolis (Anne Hathaway), prestolonaslednica v svoji državi, glavnem prizorišču v filmu, Genoviji, konča šolo na univerzi Princeton oziroma na šoli Woodrow Wilson School. Mia, Joe (Héctor Elizondo) in Debeli Louie, njen maček, pred Mijinim 21. rojstnim dnevom odpotujejo v Genovijo, da bi Mia kot kraljica prevzela prestol svoje babice, kraljice Genovije, Clarisse Renaldi (Julie Andrews). Na plesu za praznovanje njenega 21. rojstnega dne mora Mia plesati z vsemi "primernimi samci". Po nesreči nekemu mlademu neznancu stopi na čevlje, kasneje pa zapleše z njim. Ko Miji z glave pade tiara, jo ujame vikont Mabrey (John Rhys-Davies) in razkrije, da namerava prevzeti prestol.
Kasneje vikont Mabrey omeni še enega prestolonaslednika, svojega nečaka, lorda Devereauxa (Chris Pine). Mia ne more postati kraljica, če se v tridesetih dneh ne poroči. Clarisse povabi lorda Devereauxa, da bi ostal pri njih in Mia je šokirana, ko vidi, da je mož, s katerim se je spogledovala na plesu, pravzaprav lord Nicholas Devereaux. Miji se pri iskanju popolnega moža pridruži tudi njena najboljša prijateljica Lily Moscovitz (Heather Matarazzo). Mia si izbere Andrewa Jacobyja (Callum Blue), vojvodo Kenilwortha in nekaj dni kasneje se zaročita. Mabrey in Nicholas pa želita poroko preprečiti, zato se začne Nicholas ponovno spogledovati z Mio.
Princesa Mia začne vaditi streljanje z lokom in gorečo puščico, ki je del obreda ob kronanju nove kraljice. Na zabavi na vrtu se Mia razdraži, ko vidi lorda Nicholasa z lady Elisso (Meredith Patterson). Kasneje se Mia skupaj z Nicholasom sprehaja ob osamljenem vodnjaku in Nicholas jo nenadoma poljubi. Potem Nicholas dobi pomisleke o tem, ali bi še rad ukradel krono, vikont Mabrey pa spozna, da se je njegov nečak zaljubil v princeso Mio. Kasneje, ko Mia vadi lokostrelstvo, ji Nicholas pove, da bo zapustil grad, vendar da jo želi pred odhodom še enkrat, zadnjič videti. Mia je sicer razburjena, vendar privoli v srečanje z njim. Oditeta k jezeru, kjer plešeta, nato pa tam tudi zaspita. Ko se Mia zjutraj zbudi, opazi moža, ki njo in Nicholasa snema. Meni, da ga je najel Nicholas, zato odvihra stran. Ko pa pride nazaj v graščino, se posnetek že predvaja na televiziji. Opraviči se, ker je razočarala Andrewa in skupaj zaročenca ugotovita, da drug drugega ne ljubita. Ampak Andrew pravi, da ji je obljubil poroko in da gentelman nikoli ne prelomi svojih obljub. 
Ko vikont Mabrey odide na poroko, z Nicholasom razpravlja o tem, ali bi moral oditi tudi on. Gretchen Nicholasu pove, da mu je njegov stric nastavil past s snemanjem ob jezeru. Nicholas na poroko odide s starinskim kolesom svojega dedka, ki je edino prevozno sredstvo na voljo. Medtem Mia že začne hoditi do oltarja, vendar steče stran, saj spozna, da se ne more poročiti z Andrewom. Clarisse odide za njo in ji pove, da ne sme ponoviti napake, ki jo je naredila ona sama in obupati nad iskanjem prave ljubezni. Mia odide nazaj v cerkev, kjer pove, da želi postati kraljica brez moža, vendar vikont Mabrey reče, da bi moral kralj postati njegov nečak. Nicholas pa zavrne krono in parlament se odloči za spremembo zakona. Clarisse Joeja zasnubi in par se poroči. Nicholas prizna svojo ljubezen do Mie in Mio okronajo za kraljico Genovije.

## Igralska zasedba
- Anne Hathaway kot Mia Thermopolis - Smešna, a ljubeča dama. Išče princa svojih sanj, saj ne more postati kraljica, če se prej ne poroči.
- Julie Andrews kot kraljica Clarisse Renaldi - Trenutna kraljica Genovije.
- Hector Elizondo kot Joe
- John Rhys-Davies kot vikont Mabrey
- Heather Matarazzo kot Lilly Moscovitz - Mijina najboljša prijateljica
- Chris Pine kot lord Nicholas Devereaux - Njegov stric ga prisili v to, da se spogleduje z Mio, vendar to "spogledovanje" se nenadoma spremeni v čarobno, romantično ljubezen.
- Callum Blue kot Andrew Jacoby - Mijin zaročenec.
- Kathleen Marshall kot Charlotte Kutaway
- Tom Poston kot lord Palimore
- Joel McCrary kot premier Motaz
- Kim Thomson kot reporterka Elsie Penworthy
- Raven-Symoné kot Asana
- Larry Miller kot Paolo
- Caroline Goodall kot Helen Thermopolis O'Donnell
- Sean O'Bryan kot Patrick O'Donnell
- Jon Ligget kot uslužbenec kraljice Clarisse v palači
- Jane Morris kot servirno dekle
- Charlee Corra Disney kot princesa Charlee
- Paul Vogt kot lord Crawley
- Stan Lee (Three Stooges) kot gost na poroki
- Aimee Adams Hall kot princesa Aimee
- Meredith Patterson kot lady Elissa
- Abigail Breslin kot Carolina, sirota
- Spencer Breslin kot princ Jacques
- Hannah Schneider kot plesoča princesa Hannah
- Anna Netrebko kot ona
- Nadege August kot princesa Nadege
- "Debeli Louie" kot on
- "Maurice" kot on

## Glasba
| Št. | Naslov                     | Pisec                                            | Dolžina |
| --- | -------------------------- | ------------------------------------------------ | ------- |
| 1.  | „Breakaway‟                | Avril Lavigne, Bridget Benenate, Matthew Gerrard | 3:57    |
| 2.  | „I Decide‟                 | Diane Warren                                     | 3:17    |
| 3.  | „This Is My Time‟          | Raven-Symoné, Matthew Gerrard, Robbie Nevil      | 4:24    |
| 4.  | „I Always Get What I Want‟ | Avril Lavigne, Cliff Magness                     | 2:31    |
| 5.  | „Trouble‟                  | Pink, Tim Armstrong                              | 3:12    |
| 6.  | „Because You Live‟         | Chris Braide, Andreas Carlsson, Desmond Child    | 3:18    |
| 7.  | „Love Me Tender‟           | Elvis Presley                                    | 2:41    |
| 8.  | „Fun In the Sun‟           | Steve Harwell                                    | 3:27    |
| 9.  | „Let's Bounce‟             | Matthew Gerrad, Robbie Nevil                     | 3:18    |
| 10. | „Dance Dance Dance‟        |                                                  | 2:00    |
| 11. | „Fools‟                    | Rachel Stevens                                   | 3:13    |
| 12. | „A Love That Will Last‟    |                                                  |         |
| 13. | „Your Crowning Glory‟      |                                                  | 2:35    |
| 14. | „Miracles Happen‟          |                                                  |         |
| 15. | „The Meaning‟              |                                                  |         |

## Razlika med filmom in knjigami
Prvi film je bil - kljub mnogim različnim likom in različnimi značaji likov - pravzaprav film, ki je temeljil na prvih treh knjigah iz serije Meg Cabot. Drugi film pa se zelo razlikuje od knjig. Opazljive spremembe so:
- Genovija je pravzaprav monarhija in kneževina. Ne vladajo ji kralji in kraljice, kraljevske nazive nosijo le princi in princese.
- Mia ima pravico zasesti prestol in ta pravica ne bo nikoli odvisna od zakona.
- V knjigah je grandmere (babica) pravzaprav zelo sebična in samoljubna oseba, ki Miji po navadi povzroči več težav kot kdorkoli drug v njenem življenju.
- Mijin oče, Phillipe, je v knjigah živ in zdrav.
- Michael Moscovitz ni "postal slaven" s svojim bandom, saj je slednji potem, ko so njegovi člani končali srednjo šolo, razpadel. Michael je odšel na univerzo Columbia in izumil prototip robota za operacije na srcu. Michael in Mia sta se razšla v osmi knjigi, nato pa se v deseti knjigi ponovno pobotala.
- Mijin telesni stražar ni Joe. V knjigah ni omenjen noben Joe. V knjigah je Mijin stražar bivši vojaški komandant švedskega porekla, imenovan Lars. Z Mio sta zelo dobra prijatelja.
- Manjka veliko stranskih likov iz knjig, kot so J.P. Reynolds-Abernathy IV (iz prvih knjig bolje poznan kot "fant, ki sovraži koruzo v čiliju", sicer neke vrste Mijin fant), Tina Hakim Baba (Mijina druga najboljša prijateljica), Rocky (Mijin mali bratec, kljub temu pa imata Mijina mama in Mijin očim dojenčka, ki pa mu je ime Trevor) in drugi. Nekaj napak v knjigah Meg Cabot, ki temeljijo na Mijinem življenju, filmi še bolj poudarijo, Tina pa v knjigah navaja, da je njen oče (bogataš, ki je zaslovel s prodajo nafte in vztraja, da ima njegova hči Tina, kot Mia, telesnega stražarja) osebno poskrbel, da je niso omenili v filmu.